# Distrito electoral de Jacksonville n.º 7
Jacksonville No. 7 (en inglés: Jacksonville No. 7 Precinct) es un distrito electoral ubicado en el condado de Morgan en el estado estadounidense de Illinois. En el Censo de 2010 tenía una población de 539 habitantes y una densidad poblacional de 415,39 personas por km².

## Geografía
Según la Oficina del Censo de los Estados Unidos, tiene una superficie total de 1.3 km², de la cual 1.3 km² corresponden a tierra firme y (0%) 0 km² es agua.

## Demografía
Según el censo de 2010, había 539 personas residiendo. La densidad de población era de 415,39 hab./km². De los 539 habitantes, estaba compuesto por el 89.05% blancos, el 9.46% eran afroamericanos, el 0% eran amerindios, el 0.37% eran asiáticos, el 0% eran isleños del Pacífico, el 0.37% eran de otras razas y el 0.74% pertenecían a dos o más razas. Del total de la población el 1.11% eran hispanos o latinos de cualquier raza.